# La Petite-fille de Michel Strogoff
La Petite-Fille de Michel Strogoff est un roman d'Octave Béliard publié en 1927.
Il reçoit en 1927 le premier prix Jules-Verne.

## Résumé
Michel et sa femme Nadia Strogoff ont eu un fils mais ce fils est tué par fidélité à la famille impériale russe lors de la Révolution des Soviets. Une fille du tzar réchappe au massacre, la grande duchesse Tatiana Nicolaïevna. La petite fille de Michel et de Nadia, Sonia Mikhaïlevna, porte secours à la grande duchesse contre le malfaiteur Serge Narskine. Un jeune peintre français, Jean-Paul Hibeau et le bienfaiteur de ce dernier, sir Herbert Froggie, ainsi que le journaliste de la République du Midi, Lazare Puycassou et le baron viennois Otto de Lilienthal, l'accompagnent.
Le périple mène les héros sur le trajet de Michel Strogoff, de Moscou à Irkoutsk via Kazan et Omsk.

## Éditions
Le manuscrit, conformément à la récompense du prix Jules-Verne, est publié dans le magazine Lectures pour tous de juillet-août-septembre puis en volume chez Hachette en 1927.